# Hugo Schorer
Karel Frederik Hugo (Hugo) Schorer, heer van Westkapelle, Welzinge en Nieuwerve (Middelburg, 5 juni 1946) is een Nederlands politicus van het CDA.

## Biografie
Schorer is lid van de familie Schorer en een zoon van Eerste Kamerlid Tjalling Aedo Johan Willem Schorer, heer van Westkapelle, Welzinge en Nieuwerve (1909-1988). Hij behaalde zijn gymnasiumdiploma aan het Stedelijk Gymnasium Middelburg. Hij studeerde rechten in Utrecht, waar hij rector senatus veteranorum van het Utrechtsch Studenten Corps was. 
Schorer was dijkgraaf van het Waterschap Walcheren tot 1 januari 1996 toen die functie kwam te vervallen vanwege de fusie van de Zeeuwse waterschappen boven de Westerschelde tot het Waterschap Zeeuwse Eilanden. In september van dat jaar werd hij benoemd tot waarnemend burgemeester van de Utrechtse gemeente Renswoude. Bijna twee jaar later werd Schorer per Koninklijk Besluit alsnog benoemd tot burgemeester van die gemeente. Medio 2011 ging hij met pensioen.